# Anseris Mons
Anseris Mons és una estructura geològica del tipus mons a la superfície de Mart, situada amb el sistema de coordenades planetocèntriques a -29.49 ° de latitud N i 87.18 ° de longitud E. Fa 52.51 km de diàmetre. El nom va ser fet oficial per la UAI l'any 1991 i pren el nom d'una característica d'albedo, Anseris Fons.